# Михайлівка (Запорізький район)
Миха́йлівка — село в Україні, у Запорізькому районі Запорізької області (до 2020 — у Вільнянському районі). Центр Михайлівської сільської громади. Населення за переписом 2001 року становить 2177 осіб.

## Географія
Село Михайлівка знаходиться на лівому березі річки Вільнянка, вище за течією на відстані 2 км розташоване село Криничне, нижче за течією на відстані 2,5 км розташоване село Вільноуланівське, на протилежному березі — село Вільногрушівське. По селу протікає висихний струмок із загатою. Поруч проходить автомобільна дорога М18 (E105).
Село розташоване за 20 км від міста Вільнянськ, за 12 км від обласного центру. Найближча залізнична станція — платформа 9 км — знаходиться за 8 км від села.

## Населення

### Мова
Розподіл населення за рідною мовою за даними перепису 2001 року:
| Мова       | Кількість | Відсоток |
| ---------- | --------- | -------- |
| українська | 1527      | 70.14%   |
| російська  | 644       | 29.58%   |
| білоруська | 3         | 0.14%    |
| вірменська | 3         | 0.14%    |
| Усього     | 2177      | 100%     |

## Археологія
В околицях сіл Андріївки та Вільноандріївки виявлено 2 палеолітичні стоянки (понад 12 тис. років тому), 2 могильники доби бронзи (кінець II тисячоліття до н. е.). На одному розкопано близько 10 поховань, на другому знайдено кам'яні скульптури жаби, черепахи та кабана.
На могильнику поблизу Михайлівки розкопано 7 курганів доби бронзи (III—I тисячоліття до н. ери).

## Історія
Село утворилося наприкінці XVIII ст. на землях поміщика Абази (Абазина).
В другій половині XIX ст. село придбав поміщик Льовшин.
Михайлівку називалось Абазине, Льовшине, Михайло-Льовшине. Назва Михайлівка пов'язана від села Михайлівки Курської губернії (Східна Слобожанщина), звідки прибули поселенці.
За даними 1859 року у панському селі Михайлівці було 36 подвір'їв, 135 мешканця; 1 завод. За даними того джерела на 1859 рік Михайлівка етнічно була майже повністю російською.
7 (20) листопада 1917 року, відповідно до Третього Універсалу Української Центральної Ради, увійшло до складу Української Народної Республіки.
Внаслідок поразки Перших визвольних змагань село надовго окуповане більшовицькими загарбниками.
В 1932—1933 селяни пережили сталінський геноцид.
12 жовтня 1943 року Михайлівку було захоплено Червоною Армією в ході німецько-радянської війни, внаслідок чого відновлено радянський режим.
З 24 серпня 1991 року село входить до складу незалежної України.

## Сьогодення
Площа села — 156 га, тут налічується 767 дворів. Кількість населення на 1 січня 2007 року — 2308 чол.
День села досі відзначається 12 жовтня, у день захоплення села Червоною Армією в 1943 році.
В центрі села знаходиться братська могила вояків Червоної армії, а також пам'ятник Герою Радянського Союзу Слободчикову Олексію Терентійовичу (1922–1944), який тут народився і провів юність.
В селі працює загальноосвітня школа; тут розміщується музей на громадських засадах, матеріали якого розповідають про історію рідного краю.
Також в селі є дитяча музична школа, філія Вільнянського професійного-технічного ліцею, лікарська амбулаторія, будинок культури, бібліотека
Підприємства — ТОВ Агрофірма «Славутич», фермерські господарства, серед яких найбільші «Лещенко» і «Світанок».
Поблизу села 22 квітня 2022 року розбився літак Ан-26. Унаслідок катастрофи, за попереднім даними, загинула одна людина, двоє поранені

## Видатні михайлівці
- В селі народився і провів юність Герой Радянського Союзу Слободчиков Олексій Терентійович (1922–1944).
- В радгоспі «Чапаївський» працював видатний тракторист Герой Соціалістичної Праці Баштанник Григорій Семенович (1914–1993).